# Havanský psík
Havanský psík, též havanský bišonek (anglicky: Havanese), je malé společenské psí plemeno pocházející z ostrova Kuba.

## Historie
Havanský psík je známý již od 17. století  a pochází ze západního Středozemí. Není jasné křížením kterých plemen vznikl, předpokládá se, že vznikl křížením boloňských psíků a pudlů , tato teorie ale není potvrzená. Na Kubu byl dovezen námořníky, kde byl po dlouhou dobu rozvíjen a šlechtěn. V minulosti bylo toto plemeno na Kubě známé jako "blanquito de la Habana". Při kubánské revoluci v 50. letech 20. století bylo ale toto plemeno úmyslně vymycováno novým režimem. Havanští psíci by nejspíše vyhynuli, několik z nich ale bylo propašováno z Kuby do USA, díky čemuž se plemeno podařilo zachovat.
V České republice je plemeno rozšířené a oblíbené. Zastřešuje jej zde Klub chovatelů havanských psíků. Oficiální používaná zkratka je HAV.

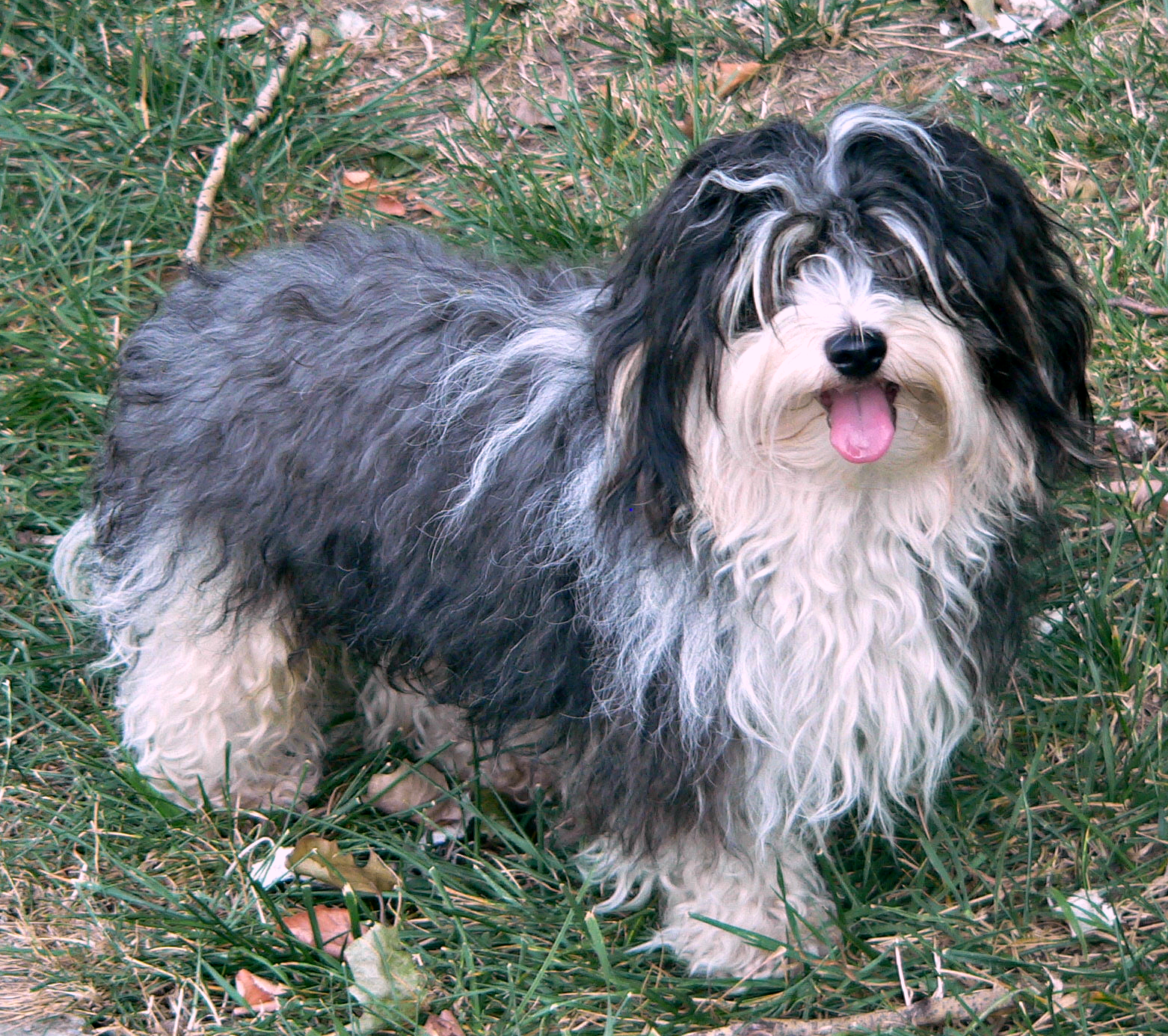

## Vzhled
Havanský psík váží 3–6 kg (standard FCI ale hmotnost neuvádí) a jeho výška je 21–29 cm. Je to malý psík statné konstrukce. Jeho srst je vlnitá, dlouhá a měkká. V dospělosti může měřit až 18 cm.

### Barvy
Bílá: Pouze čistě bílá barva. Pigment nosní houby a očních víček je černý.
Krémová s bílou: Krémový jedinec s bílými znaky nad rozsah prstů a hrudi. Pigment nosní houby a očních víček je černý.
Krémová: Škála barev od světle béžové až po červenou. Jsou možné bílé znaky na prstech a hrudi. Pigment nosní houby a očních víček je černý
Sobolí s bílou: Jedinec sobolí barvy s bílými znaky nad rozsah prstů a hrudi. Pigment nosní houby a očních víček je černý
Sobolí: Jedinec má jednotlivé černé chlupy nebo jejich konce v jiné barvě. Jsou možné bílé znaky na prstech, hrudi. Pigment nosní houby a víček je černý.
Hnědá s pálením: Znaky v místech nad očima, mordě, vnitřku uší, na hrudi, tlapkách a pod ocasem v barvě světlejší hnědé. Pigment nosní houby a očních víček je hnědý.

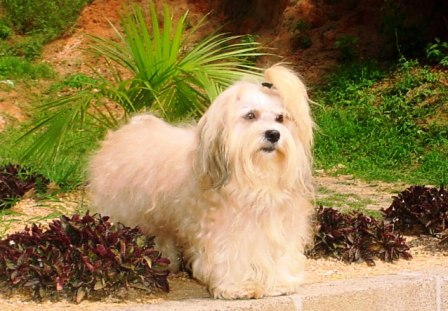

Hnědobílá: Hnědobílé zbarvení s pálením umístěným stejně jako u hnědé s pálením, Pigment nosní houby a očních víček je hnědý.
Hnědá: Celohnědý jedinec, popř. s bílými znaky pouze prstech a hrudi. Pigment nosní houby a očních víček je hnědý.
Černá s pálením: Černý jedinec se znaky od hnědé po světle šedou v místech nad očima, mordě, vnitřku uší, na hrudi, tlapkách a pod ocasem. Pigment nosní houby a očních víček je černý.
Černobílá s pálením: Černobílé zbarvení s pálením umístěným stejně jako u černé s pálením, Pigment nosní houby a očních víček je černý.
Černobílá: Celočerný jedinec s bílými znaky nad rozsah prstů a hrudi. Pigment nosní houby a očních víček je černý

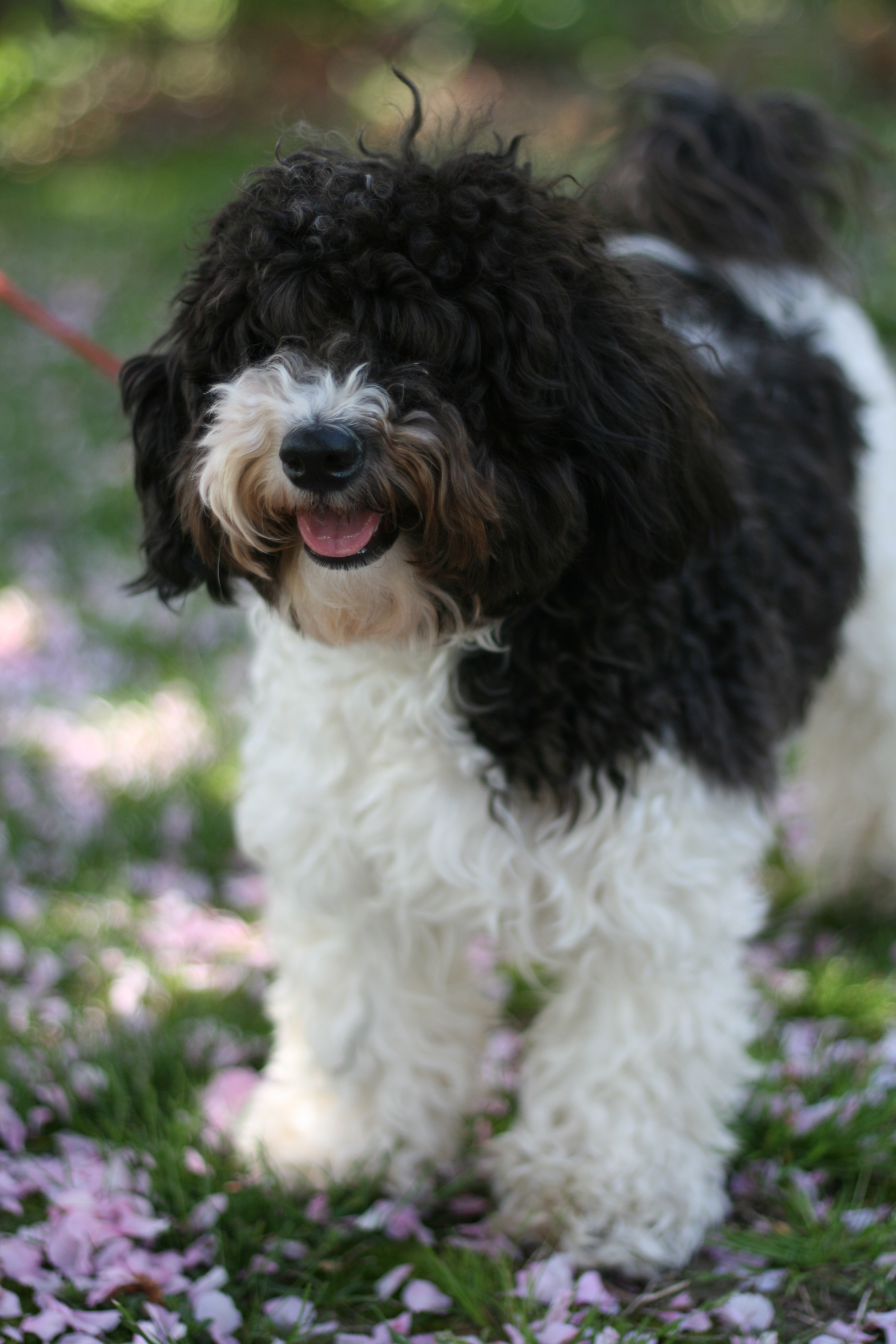

Černá: Celočerný jedinec, možné bílé znaky na prstech a na hrudi. Pigment víček a nosní houby je černý.

## Povaha
Havanští psíci jsou veselí, hraví, inteligentní a bystří. Je mrštný, rychlý a jeho pohyb je pružný. Je přívětivý a milý. Je velmi citlivý a špatně nese změnu majitele nebo odloučení od něj. Je velmi závislý na své rodině. Často se stává, že si vynucuje pozornost štěkáním . Mají rádi děti, ale některé dětské hry jim mohou být nepříjemné, proto je důležité včas děti seznámit s tím, jak se ke psu mají nebo nemají chovat. S ostatními psy vychází dobře. Pokud nejsou včas navyknuti na velká zvířata, mohou se jich v dospělosti bát a útočit na ně. K cizím jsou havanští psíci nedůvěřiví, ale ne agresivní ani bázliví. Nejsou to dobří hlídači.